# Ludwig von Lüder

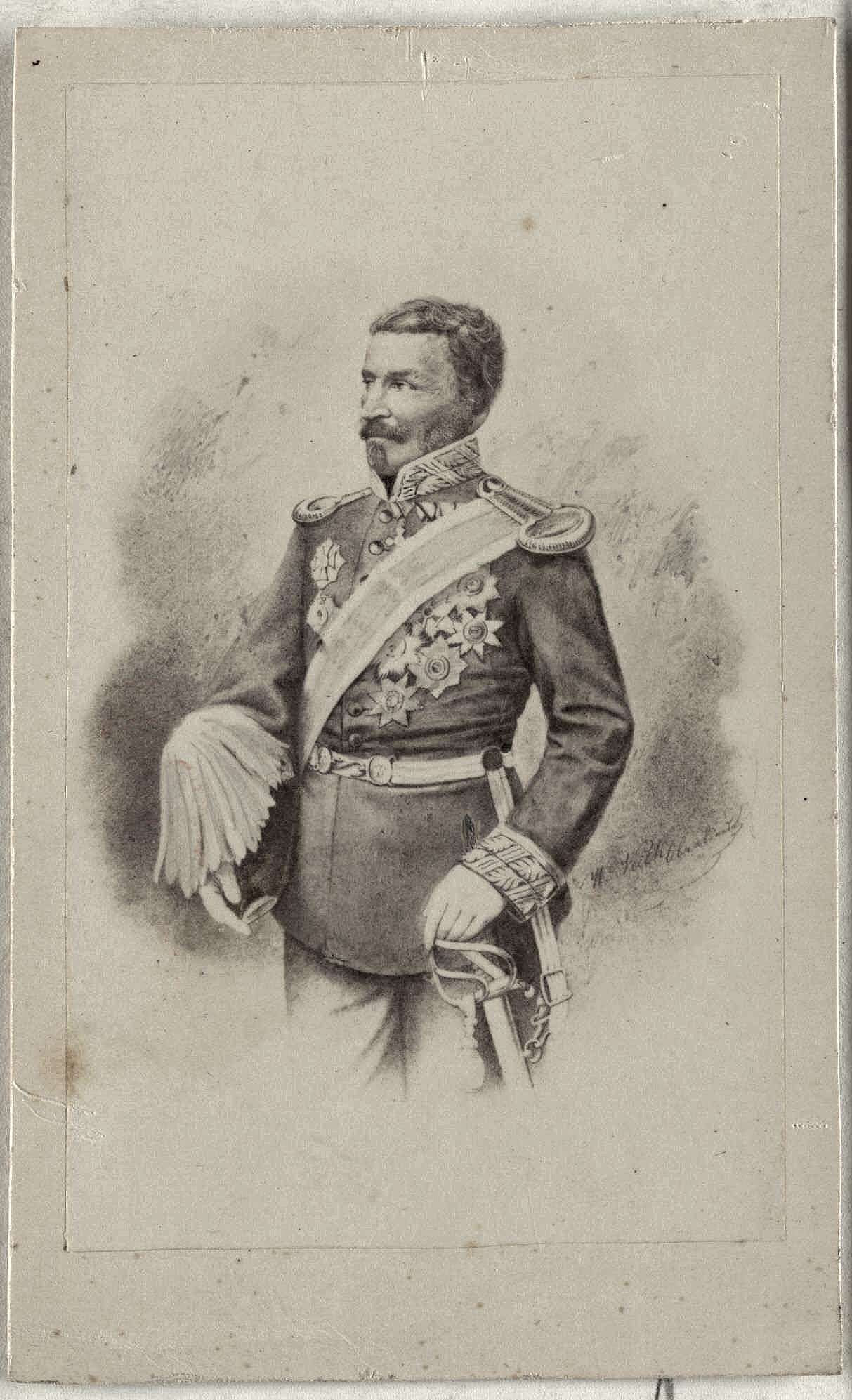
Ludwig von Lüder

Friedrich Philipp Ludwig von Lüder  (* 4. Februar 1795 in Rennersbach bei Kusel; † 6. März 1862 in München) war ein bayerischer Feldzeugmeister und Kriegsminister.

## Leben

### Herkunft
Ludwig entstammt dem althessischen Adelsgeschlecht von Lüder. Seine Vorfahren kamen über die Pfalz nach Bayern. Sein Vater Karl Freiherr von Lüder († 1829) hatte als Leutnant in Amerika gekämpft und wurde nach seiner Rückkehr herzoglich zweibrückenscher Oberamtsassessor in Kusel. Den General überlebten drei Schwestern, aber der Mannesstamm ist mit ihm erloschen.

### Militärkarriere
Lüder absolvierte das Kadettenkorps und wurde am 15. September 1812 als Unterleutnant im Artillerie-Regiment der Bayerischen Armee angestellt. Als solcher nahm er 1813/15 während der Befreiungskriege an den Kämpfen am 31. Oktober 1813 an der Alte Brücke in Frankfurt am Main und am 18. Februar 1814 am Rückzugsgefecht bei Donnemarie.
Nach dem Krieg kam Lüder kurz in das Topographische Büro und wurde Adjutant von Karl von Zoller (1778–1849). Er stieg 1818 zum Oberleutnant und 1827 zum Hauptmann auf. Im Jahr 1824 kam er als Adjutant zum Militärbevollmächtigten nach Frankfurt am Main. 1832 wurde Otto von Bayern zum König von Griechenland gewählt. Lüder erhielt zwei Jahre Urlaub und begleitete seinen Jugendfreund und Artilleriehauptmann, den späteren Generalleutnant Philipp von Brandt nach Athen. Dort war Lüder in der 1. Sektion des Kriegsministeriums tätig, organisierte die Umwandlung der griechischen Freischärler in eine Armee und wurde 1834 zum Artillerie-Korps-Kommandanten ernannt. 1835 wurde er Flügeladjutant und Kommandeur des Peloponnes. Die bayerische Regierung gewährte ihm zwei weitere Jahr Urlaub und holte ihn im Jahr 1836 zurück. Durch König Otto erhielt er das Goldene Ritterkreuz des Erlöser-Ordens.
Nach seiner Rückkehr aus Griechenland wurde Lüder zunächst im 2. Artillerie-Regiment verwendet. Anschließend kam er 1838 als Korpsadjutant zum Generalquartiermeisterstab und wurde 1842 Artilleriereferent im Kriegsministerium. Hier stieg er am 18. Oktober 1844 zum Oberstleutnant und 1848 zum Oberst auf. Am 21. Oktober 1848 wurde er Kommandant der Haupt- und Residenzstadt München und in dieser Eigenschaft am 19. Mai 1849 Generalmajor.
Bereits am 29. Mai 1849 wurde er Kriegsminister. Man ernannte ihn am 24. November 1852 zum Inhaber des 2. Artillerie-Regiments und am 11. Oktober 1853 zum Generalleutnant. Ferner erhielt er am 1. Januar 1854 das Großkreuz des Verdienstordens vom Heiligen Michael. Zu seinen Verdiensten zählen die ersten zwei Sanitätskompanien sowie 1851 die Erweiterung des Kadettenkorps und eine Artillerie- und Ingenieurausbildung. Im Jahr 1855 drängte der Deutsche Bund auf Erfüllung der Bundesverpflichtungen, wofür dem Minister aber die Gelder nicht genehmigt wurden. Lüder trat daraufhin am 25. März 1855 zurück.
Er kehrte im Oktober 1857 als Kommandant von München auf seinen alten Posten zurück. Er war bereits krank und erhielt noch das Ehrenkreuz des Ludwigsordens. Auf dringendes Bitten des Königs kehrte er am 13. April 1859 nochmal als Minister zurück. Sein Vorgänger Wilhelm von Manz hatte alle Reserven verbraucht und selbst die Gewehrfabrik in Amberg war nicht mehr brauchbar. Lüder reorganisierte die Militärbürokratie. Unter ihm entstanden Feldspitäler und Verbandsplätze, eine 3. Sanitäts-Kompanie und das 4. Artillerie-Regiment. Außerdem wurden die Magazine der Armee wieder aufgefüllt. Am 7. Januar 1860 zeichnet ihn der König mit dem Großkreuz des Verdienstordens der Bayrischen Krone aus. Lüder wurde am 12. Juni 1861 von seinem Posten als Kriegsminister enthoben und in Würdigung seiner Verdienste unter Verleihung des Charakters als Feldzeugmeister in den Ruhestand verabschiedet. Er starb unverheiratet am 6. März 1862 in München.